# Philodromus dilatatus
Philodromus dilatatus är en spindelart som beskrevs av Lodovico di Caporiacco 1940. Philodromus dilatatus ingår i släktet Philodromus och familjen snabblöparspindlar.
Artens utbredningsområde är Etiopien. Inga underarter finns listade i Catalogue of Life.